# Sozialistische Studentenschaft Deutschlands und Österreichs
Die Sozialistische Studentenschaft Deutschlands und Österreichs (SSt) war eine der Sozialdemokratie (SPD bzw. SDAP) nahestehende politische Studentenvereinigung der Zwischenkriegszeit (Weimarer Republik, Erste Republik). 
Sie wurde – nach einigen kurzlebigen Vorläufern – 1922 in Leipzig als Verband sozialistischer Studenten(gruppen) Deutschlands und Österreichs (VSSt) gegründet. Die einzelnen Hochschulgruppen traten auch als Sozialistischer Studentenbund, Arbeitsgemeinschaft sozialistischer Studenten und ähnlichen Bezeichnungen auf; erst 1929 wurde der Name Sozialistische Studentenschaft (SSt) sowohl für den Gesamtverband als auch für die lokalen Untergliederungen verbindlich festgelegt.
Bei seiner Gründung umfasste der Verband rund 1200 Mitglieder, wovon jedoch allein 800 auf Wien entfielen. Später stiegen auch die Mitgliederzahlen der „reichsdeutschen“ Gruppen an, insbesondere in Berlin (ca. 500), Frankfurt am Main, Leipzig, Hamburg und Köln (jeweils über 100). Gegen Ende der Republik (1931) übertraf die SSt mit rund 5.500 Mitgliedern sogar den Nationalsozialistischen Deutschen Studentenbund (4.000); allerdings blieb ihr Einfluss in der Studentenschaft vergleichsweise gering. Mit den Hochschulgruppen der Weimarer Koalitionsparteien (Reichsbund Deutscher Demokratischer Studenten, Arbeitsgemeinschaft republikanischer Zentrumsstudenten) bildete die SSt ab 1922 das Republikanische Studentenkartell als Gegengewicht zu den mehrheitlich rechtsstehenden Korporationsverbänden und völkischen Sammlungsbewegungen wie dem Deutschen Hochschulring. 1928 initiierten die republikanischen Verbände sogar die Gründung eines Gegenverbandes zur rechtsdominierten Dachorganisation Deutsche Studentenschaft, dem allerdings nur wenig Erfolg beschieden blieb. 
Nach der Machtergreifung durch die Nationalsozialisten 1933 wurde die SSt zunächst in Deutschland aufgelöst; in Österreich erfolgte das Verbot ein Jahr später nach der Errichtung des dortigen Ständestaats. Nach dem Ende des Zweiten Weltkrieges entstanden mit dem Verband Sozialistischer Studenten Österreichs (1945) und dem Sozialistischen Deutschen Studentenbund (1946) zwei nunmehr getrennte Nachfolgeorganisationen.
Die SSt gab mehrere Zeitschriften heraus, darunter die Sozialistisch-Akademische Rundschau.

## Vorsitzende
- Otto Stammer (1922–1925)
- Otto Friedländer (1925–1929)
- Kurt Berlowitz (1929–1933)